# Джордж Кемпбелл Скотт
Джордж К. Скотт (англ. George C. Scott, повне ім'я — Джордж Кембелл Скотт, англ. George Campbell Scott; 18 жовтня 1927 — 22 вересня 1999) — американський актор, режисер та продюсер, володар премії «Оскар». Скотт був надзвичайно популярним завдяки своїм ролям на театраліній сцені, а також досяг успіхів у кіно, запам'ятавшись роботою у фільмах «Більярдист», «Доктор Стрейнджлав» та «Паттон».
Двічі номінувався на «Оскар» за «Найкращу чоловічу роль другого плану» — за «Анатомію вбивства» (1959) та «Шахрая» (1961). Перемоіг у категорії «Найкраща чоловіча роль» за «Паттона», відмовився, назшавши церемонію «парадом м'яса».

## Фільмографія
- 1959 — Анатомія вбивства
- 1961 — Більярдист
- 1964 — Доктор Стренджлав
- 1970 — Паттон
- 1972 — Нові центуріони
- 1973 — День дельфіна
- 1973 — Оклахома, якою вона є
- 1977 — Острови поміж течій
- 1984 — Та, що породжує вогонь
- 1990 — Занепалий ангел
- 1997 — 12 розгніваних чоловіків